# Eulalie Benoît
Pour les articles homonymes, voir Benoît.
Eulalie Benoît, née en 1810 et morte à une date et en un lieu inconnus, est une romancière française.
On lui doit de nombreux ouvrages pour la jeunesse.

## Biographie
Nommée régulièrement Mlle Eulalie Benoît et parfois uniquement Mlle Eulalie B., auteure prolifique, elle ne laisse pratiquement aucune trace biographique. 

## Œuvres
- 1837 : Valentine, ou l'Ascendant de la vertu, Gaume frères
- 1839 : L'Album d'Éléonore, ou Brésil et France, Gaume frères
- 1839 : Le Temple de Gnide
- 1841 : La tante Marguerite, ou Six mois en Normandie
- 1846 : avec Eugène Cortambert, Curiosités des trois règnes de la nature, Paris et Limoges, M. Ardant frères.
- 1853 : Victorin de Feltro ou de l'éducation en Italie à l'époque de la Renaissance
- 1855 : Cécile la jeune organiste, Martial Ardant Frères
- 1862 : Vie de saint Jean de Kanti, Gaume et Duprey
- 1870 : avec Eugène et Richard Cortambert, Les trois règnes de la nature, simples lectures sur l'histoire naturelle, Hachette
- 1874 : Françoise, ou la Vocation d'une Chrétienne
- 1885 : Une dame de charité